# Saison 2001-2002 de l'Olympique lyonnais
Maillots
Chronologie
Saison précédente Saison suivante
La saison 2001-2002 de l'Olympique lyonnais est la cinquante-deuxième de l'histoire du club.

## Résumé de la saison
L'OL commence la saison le 28 juillet 2001 par un déplacement au Stade Félix-Bollaert mais sans pouvoir compter sur plusieurs cadres de l'équipe, notamment le buteur Sonny Anderson. Lyon subit d'entrée de jeu l'offensive des Lensois et engrange un premier but rapidement de Pape Sarr qui, sur un centre de El-Hadji Diouf, ouvre la marque de la tête. Sept minutes plus tard, Valérien Ismaël double la mise de la tête sur un corner tiré par Stéphane Pédron. Peu d'occasions franches seront à mettre à l'actif des Lyonnais qui ont beaucoup de mal à inverser la tendance, si ce n'est un coup franc de la recrue Juninho heurtant la transversale en première période et un face-à-face manqué de Steve Marlet face à Guillaume Warmuz en seconde. Lyon s'incline logiquement pour la première fois de la saison à l'extérieur.
Pour son premier match à domicile, Lyon accueille les Sangliers de Sedan, ayant terminé cinquième au dernier exercice. Cette fois-ci, l'équipe de Jacques Santini voit le retour de son capitaine Sonny Anderson, et cela se sent : le buteur Brésilien inscrit son premier but à la 27e minute de jeu, à la suite d'une action confuse dans la surface sedanaise lui ayant finalement profité. Les Lyonnais déroulent tranquillement face à une équipe de Sedan visiblement assez faible. Le break sera réalisé en seconde période par Pierre Laigle qui reprend de volée à l'entrée de la surface un mauvais renvoi de Salif Diao. L'OL engrange ses trois premiers points et remonte à la septième place au classement.

## Effectif
Gardiens
- Grégory Coupet  France
- Angelo Hugues  France

Défenseurs
- Edmílson  Brésil /  Italie
- Cláudio Caçapa  Brésil
- Patrick Müller  Suisse /  Autriche
- Éric Deflandre  Belgique
- Christophe Delmotte  France /  Belgique
- Jérémie Bréchet  France
- Jean-Marc Chanelet  France
- Florent Laville  France
- Jacek Bak  Pologne

Milieux
- M'Sadek Senoussi  Tunisie
- Éric Carrière  France
- Philippe Violeau  France
- Juninho Pernambucano  Brésil
- Marc-Vivien Foé  Cameroun
- Pierre Laigle  France
- David Linarès  France
- Vikash Dhorasoo  France

Attaquants
- Steve Marlet  France
- Tony Vairelles  France
- Sonny Anderson  Brésil
- Frédéric Née  France
- Peguy Luyindula  France /  République démocratique du Congo
- Sidney Govou  France

## Statistiques
Buteurs de l'OL en championnat
- 14 buts : Sonny Anderson
- 10 buts : Sidney Govou
- 6 buts : Peguy Luyindula
- 5 buts : Juninho, Christophe Delmotte
- 4 buts : Philippe Violeau
- 3 buts : Éric Carrière
- 2 buts : Marc-Vivien Foé, Pierre Laigle, Frédéric Née
- 1 but : Jacek Bak, Steve Marlet, Jean-Marc Chanelet
- C.S.C. : Frédéric Déhu, Carl Tourenne, Franck Jurietti, Jérôme Bonnissel, Stéphane Pichot, Gaël Givet

## Détail des matchs

### Ligue des champions
| Date              | Tour                           | Adversaire       | Lieu | Score | Buteurs de l'OL                       | Class. | Public |
| ----------------- | ------------------------------ | ---------------- | ---- | ----- | ------------------------------------- | ------ | ------ |
| 10 octobre 2001   | Phase de groupes – 1re journée | FC Barcelone     | Ext. | 2 - 0 | -                                     | -      | 70 000 |
| 18 septembre 2001 | Phase de groupes – 2e journée  | Bayer Leverkusen | Dom. | 0 - 1 | -                                     | -      | 37 006 |
| 25 septembre 2001 | Phase de groupes – 3e journée  | Fenerbahçe       | Ext. | 0 - 1 | Delmotte 90e                          | -      | 10 090 |
| 17 octobre 2001   | Phase de groupes – 4e journée  | Fenerbahçe       | Dom. | 3 - 1 | Govou 45e, Carrière 53e, Delmotte 68e | -      | 37 773 |
| 23 octobre 2001   | Phase de groupes – 5e journée  | FC Barcelone     | Dom. | 2 - 3 | Luyindula 66e, Carrière 88e           | -      | 39 000 |
| 31 octobre 2001   | Phase de groupes – 6e journée  | Bayer Leverkusen | Ext. | 2 - 4 | Carrière 32e, 38e, Née 62e, Govou 80e | 3e     | 22 500 |

- Classement : 3e ; 9 points ; 3 V, 0 N, 3 D ; 10 buts pour, 9 buts contre, +1

### Coupe de l'UEFA
| Date             | Tour         | Adversaire        | Lieu | Score | Buteurs de l'OL        | Public |
| ---------------- | ------------ | ----------------- | ---- | ----- | ---------------------- | ------ |
| 22 novembre 2001 | 1/16e aller  | Club Bruges KV    | Ext. | 4 - 1 | Luyindula 83e          | 14 670 |
| 6 décembre 2001  | 1/16e retour | Club Bruges KV    | Dom. | 3 - 0 | Anderson 19e, 23e, 90e | 39 583 |
| 21 février 2002  | 1/8e aller   | FC Slovan Liberec | Dom. | 1 - 1 | Govou 90e              | 26 069 |
| 28 février 2002  | 1/8e retour  | FC Slovan Liberec | Ext. | 4 - 1 | Müller 17e             | 9 506  |

### Coupe de la Ligue
| Date              | Tour  | Adversaire | Lieu | Score                | Buteurs de l'OL | Public |
| ----------------- | ----- | ---------- | ---- | -------------------- | --------------- | ------ |
| 1er décembre 2001 | 1/16e | FC Sochaux | Dom. | 1 - 1 (4 t.a.b. à 3) | Müller 68e      | 22 270 |
| 8 janvier 2002    | 1/8e  | Bordeaux   | Ext. | 1 - 1 (4 t.a.b. à 2) | Luyindula 80e   | 12 145 |

### Coupe de France
| Date             | Tour  | Adversaire  | Lieu | Score | Buteurs de l'OL                                           | Public |
| ---------------- | ----- | ----------- | ---- | ----- | --------------------------------------------------------- | ------ |
| 15 décembre 2001 | 1/32e | Saint-Malo  | Ext. | 0 - 6 | Violeau 11e, Luyindula 14e 68e, Anderson 16e, Née 61e 88e | 5 259  |
| 19 janvier 2002  | 1/16e | Châteauroux | Dom. | 0 - 2 | -                                                         | 4 000  |

### Ligue 1
| Date              | Journée | Adversaire  | Lieu | Score | Buteurs de l'OL                                        | Class. | Public |
| ----------------- | ------- | ----------- | ---- | ----- | ------------------------------------------------------ | ------ | ------ |
| 28 juillet 2001   | J01     | Lens        | Ext. | 2 - 0 | -                                                      | 15e    | 34 239 |
| 4 août 2001       | J02     | Sedan       | Dom. | 2 - 0 | Anderson 27e, Laigle 76e                               | 7e     | 34 926 |
| 11 août 2001      | J03     | Bastia      | Ext. | 1 - 2 | Bak 34e, Juninho 68e                                   | 4e     | 8 512  |
| 18 août 2001      | J04     | Guingamp    | Dom. | 3 - 0 | Anderson 8e (pen.), Née 85e, Foé 90e                   | 3e     | 35 807 |
| 25 août 2001      | J05     | Troyes      | Ext. | 0 - 2 | Marlet 45e, Delmotte 90e                               | 2e     | 14 631 |
| 8 septembre 2001  | J06     | Marseille   | Ext. | 0 - 0 |                                                        | 3e     | 52 559 |
| 15 septembre 2001 | J07     | Nantes      | Dom. | 4 - 1 | Luyindula 17e 90e, Foé 32e, Carrière 63e               | 3e     | 34 324 |
| 22 septembre 2001 | J08     | Metz        | Ext. | 2 - 0 |                                                        | 4e     | 16 894 |
| 29 septembre 2001 | J09     | Rennes      | Dom. | 4 - 0 | Luyindula 8e, Juninho 18e 44e (pen.), Govou 55e        | 1e     | 30 881 |
| 14 octobre 2001   | J10     | Paris SG    | Ext. | 2 - 2 | Née 14e, Govou 28e                                     | 3e     | 41 945 |
| 20 octobre 2001   | J11     | Sochaux     | Dom. | 1 - 1 | Juninho 83e                                            | 3e     | 35 700 |
| 27 octobre 2001   | J12     | Monaco      | Ext. | 2 - 1 | Givet 71e (csc)                                        | 4e     | 11 706 |
| 4 novembre 2001   | J13     | Lille       | Dom. | 4 - 2 | Govou 28e 76e, Pichot 45e (csc), Violeau 90e           | 3e     | 34 788 |
| 17 novembre 2001  | J14     | Lorient     | Ext. | 0 - 3 | Carrière 8e, Anderson 30e, Govou 31e                   | 2e     | 12 765 |
| 25 novembre 2001  | J15     | Auxerre     | Dom. | 3 - 0 | Chanelet 15e, Luyindula 44e, Violeau 82e               | 2e     | 39 165 |
| 28 novembre 2001  | J16     | Montpellier | Ext. | 3 - 0 | -                                                      | 2e     | 15 147 |
| 9 décembre 2001   | J17     | Bordeaux    | Dom. | 1 - 0 | Bonnissel 90e (csc)                                    | 2e     | 31 010 |
| 19 décembre 2001  | J18     | Sedan       | Ext. | 2 - 1 | Violeau 11e                                            | 2e     | 15 468 |
| 16 janvier 2002   | J19     | Bastia      | Dom. | 0 - 0 | -                                                      | 2e     | 29 506 |
| 5 janvier 2002    | J20     | Guingamp    | Ext. | 2 - 4 | Delmotte 46e 50e 90e, Anderson 56e                     | 2e     | 8 890  |
| 9 février 2002    | J21     | Troyes      | Dom. | 3 - 1 | Tourenne 30e (csc), Anderson 47e, Delmotte 74e         | 2e     | 31 968 |
| 23 janvier 2002   | J22     | Marseille   | Dom. | 4 - 0 | Anderson 25e (pen.) 34e, Jurietti 29e (csc), Govou 31e | 2e     | 38 378 |
| 29 janvier 2002   | J23     | Nantes      | Ext. | 3 - 0 | -                                                      | 2e     | 31 966 |
| 2 février 2002    | J24     | Metz        | Dom. | 4 - 1 | Carrière 12e, Govou 59e, Anderson 85e, Luyindula 90e   | 2e     | 30 336 |
| 6 février 2002    | J25     | Rennes      | Ext. | 2 - 2 | Anderson 18e 90e                                       | 2e     | 14 900 |
| 17 février 2002   | J26     | Paris SG    | Dom. | 3 - 0 | Déhu 62e (csc), Anderson 76e, Juninho 86e              | 2e     | 38 323 |
| 24 février 2002   | J27     | Sochaux     | Ext. | 2 - 1 | Govou 50e                                              | 2e     | 17 878 |
| 6 mars 2002       | J28     | Monaco      | Dom. | 1 - 0 | Anderson 54e                                           | 2e     | 32 105 |
| 16 mars 2002      | J29     | Lille       | Ext. | 2 - 0 |                                                        | 2e     | 19 839 |
| 23 mars 2002      | J30     | Lorient     | Dom. | 2 - 0 | Anderson 77e, Luyindula 88e                            | 2e     | 36 221 |
| 7 avril 2002      | J31     | Auxerre     | Ext. | 0 - 1 | Govou 90e                                              | 2e     | 17 458 |
| 13 avril 2002     | J32     | Montpellier | Dom. | 0 - 0 |                                                        | 2e     | 39 125 |
| 27 avril 2002     | J33     | Bordeaux    | Ext. | 0 - 1 | Anderson 69e                                           | 2e     | 32 641 |
| 4 mai 2002        | J34     | Lens        | Dom. | 3 - 1 | Govou 8e, Violeau 14e, Laigle 53e                      | 1er    | 39 691 |

- Classement : 1er ; 66 points ; 20 V, 6 N, 8 D ; 62 buts pour, 32 buts contre, +30

## Sources